# Wanda Hanke
Wanda Theresia Leokadia Hanke (* 9. Dezember 1893 in Troppau, Österreichisch-Schlesien; † 31. August 1958 in Benjamin Constant, Amazonas, Brasilien) war eine Ärztin und Ethnologin.

## Leben
Wanda Hanke legte 1913 die Reifeprüfung am Gymnasium in Donaueschingen ab. Sie studierte kurze Zeit in Freiburg (Wintersemester 1913/14 und Sommersemester 1914) und Bonn (Wintersemester 1914/15), hauptsächlich aber (ab Sommersemester 1915) in München und Heidelberg, zu einer Zeit, als das Frauenstudium seltener war als heute. Die Vielseitigkeit ihres wissenschaftlichen Eifers war dabei so groß, dass sie drei Doktorgrade erwarb: 
- Dr. phil. mit dem Hauptfach Psychologie 1918 bei Erich Becher in München
- Dr. med. 1920 ebenda
- Dr. jur. 1926 in Marburg

In der Folge übte Wanda Hanke in Wien eine ärztliche Praxis aus. Ihr Interesse galt jedoch der Welt der indigenen Völker Südamerikas. Sie wollte zu einem Mittler zwischen den Völkern werden. 1934 konnte sie mit Ersparnissen aus ihrer Praxis nach Südamerika reisen und setzte in der Region Chaco in Paraguay mit ihren Forschungen ein, die sie, stets in engster Lebensgemeinschaft mit den indigenen Gruppen, später auf den bolivianischen Chaco und das westliche Brasilien ausdehnte. Für Hanke, deren erstes Studiengebiet die Psychologie gewesen war, wurden die Sprachen und die Religionen der Völker zum Hauptinteresse.
Erstmals kehrte die Forscherin im Oktober 1936 nach Europa zurück. Aber schon im Juli 1937 reiste sie erneut nach Südamerika und erst im Herbst 1955 kam sie mit der Absicht eines vorübergehenden Aufenthaltes nach Deutschland und Österreich zurück. Hanke reiste Ende 1956 wieder nach Südamerika. Im Jänner 1957 schrieb sie aus Rio de Janeiro über eine geplante Feldarbeit bei den Tukuna, die auch zur Durchführung kam. Nach Zwischenschaltung einer Kundfahrt zum Jatapu lebte sie dann wieder bei den Tukuna, indem sie – beim Ausbleiben aller erbetenen Hilfe – dem Häuptling ihres Standortes bei der Vergrößerung seiner Maniokpflanzung half.
Unter den Strapazen des Lebens in Urwald und Busch und durch die Malaria litt ihre Gesundheit, weite Strecken auf ihren Reisen musste sie wegen ihrer Arthritis auf einer Bahre getragen werden. Das Grenzgebiet am Dreiländereck zwischen Brasilien, Peru und Kolumbien war ihr letztes Arbeitsgebiet. Ihre letzte Exkursion ging nach Leticia in Kolumbien. Ohne Unterstützung von wissenschaftlichen Stellen lebte sie schließlich von den Maniokwurzeln, die sie selber angebaut hatte; ihre letzten Briefe, in denen sie dringend um Hilfe bat, kamen zu spät, als dass eine daraufhin eingeleitete Aktion sich noch auswirken konnte. Am 31. August 1958 verstarb sie nach zunehmenden Kräfteverfall in Benjamin Constant im brasilianischen Bundesstaat Amazonas. Sie wurde auch dort beerdigt.

## Schriften (Auswahl)
- Die psychologische und charakterologische Bedeutung des Traumes. Noske, Dorna 1918 (Dissertation, Universität München, 1918).
- Ueber aphasische und optisch-räumliche Störungen. In: Archiv für Psychiatrie und Nervenkrankheiten. Bd. 63 (1921), H. 1, S. 167–209.
- Rechtsgüter bei Sittlichkeitsverbrechen. 1926 (Dissertation, Universität Marburg, 1926)
- Rechtsfähigkeit, Persönlichkeit, Handlungsfähigkeit : eine analytisch-dogmatische Studie. Heymann, Berlin 1928.
- Völkerkundliche Forschungen in Südamerika. Verlöschende Urzeit im Innern Brasiliens (= Kulturgeschichtliche Forschungen. Bd. 11). Limbach, Braunschweig 1964. Digitalisat
- Dos años entre los Cainguá. CAEA, Buenos Aires 1995, ISBN 950-9252-14-X (Berichte in spanischer Sprache über das Leben und die Bräuche der Caingua-Indianer).